# Хлорен диоксид
Хлорният диоксид ({\displaystyle {\ce {ClO2}}}) е химично съединение, което съществува под формата на жълто-зелен газ със специфична миризма при температура над 11 °C, като червеникавокафява течност между 11 °C и -59 °C и като яркооранжеви кристали под -59 °C. Той представлява окислител, способен да отдава кислород към различни субстрати, като същевременно получава един или повече електрони чрез окислително-редукционна реакция. Нестабилен е. Под влиянието на светлина и топлинно излъчване може да експлодира. Обикновено се използва като дезинфектант на питейна вода, както и като избелващо средство.
Хлорният диоксид е открит през 1811 г. и първоначално е използван за избелване в хартиената промишленост и за пречистване на питейна вода. Използва при преработката на храни, дезинфекция на помещения и превозни средства, включително басейни, унищожаване на плесени, дезинфекция на въздуха и контрол на миризмите. Намира приложение в стоматологията и медицината при дезинфекция на рани.

## Структура и получаване
Хлорният диоксид е хлорно съединение, което се различава от елементарния хлор както по химическа структура, така и по поведение. Често бива бъркан с белина, но няма нищо общо с белината – натриев хипохлорит (NaClO).
В лабораторни условия ClO2 може да се получи чрез окисляване на натриев хлорит с хлор или на натриев хлорит със солна киселина:
{\displaystyle {\ce {2 NaClO2 + Cl2 -> 2 ClO2 + 2 NaCl}}}
{\displaystyle {\ce {2 NaClO2 + 2 HCl + NaOCl -> 2 ClO2 + 3 NaCl + H2O}}}
{\displaystyle {\ce {5 NaClO2 + 4 HCl -> 5 NaCl + 4 ClO2 + 2 H2O}}}
В промишлеността се получава чрез следната реакция:
{\displaystyle {\ce {2 NaClO3 + SO2 + H2SO4 -> 2 NaHSO4 + 2 ClO2 ^}}}

## Използване
Основно се използва за избелване на хартия, брашно, като дезинфектант на питейна вода, при обеззаразяване на сгради, басейни и други. От 2010 г. в САЩ се ползва като компонент на пастите за зъби и дезинфектиращите води за уста. Като аерозол се използва за дезинфекция на медицински заведения и обществени транспортни средства.
Хлорният диоксид е силен окислител, втори клас на токсичност. При окислителните реакции молекулата на хлора може да приеме два електрона, а молекулата на хлорния диоксид – пет. В хлорния диоксид електроните се приемат от кислородните и хлорни атоми, а в хлора – само от хлорните атоми. На това се дължат и основните различия в свойствата на двете вещества. Реакцията между хлора и органичните вещества води до образуването на хлорорганични съединения. Хлорният диоксид отдава на органичните вещества атоми кислород в хода на реакцията и по тази причина е по-малко опасен от чистия хлор. Именно заради това хлорният диоксид започва да се използва като заместител на хлора при пречистването на питейната вода. За пръв път в САЩ през 1944 г., а след това и в други страни, като в Европа за пръв път през 1956 г. го използват за пречистване на водата на Брюксел, Белгия. При това необходимото количество за пречистване на водата е много по-малко, отколкото е необходимо количеството при използването на хлор. Но основното преимущество на хлорния диоксид в сравнение с хлора е, че при пречистената с хлорен диоксид вода не се образува остатъчен активен хлор, който да встъпи в реакция и да се получат токсични хлорорганични остатъчни съединения, каквито се получават при ползването на хлор. Това е и причината хлорният диоксид активно да започне да се използва в качеството му на антибактериален агент. Като дезинфектант е ефективен дори при ниски концентрации, което при хлора не е така. Хлорният диоксид може да се използва за обезпаразитяване на плодове, зеленчуци, яйца, месо. Ефективен при ликвидирането на дървеници.
Американската агенция за опазване на околната среда е определила максимално безопасно ниво от 0,8 mg/l за хлорен диоксид в питейната вода.

### Цитирана литература
- Toxicological Profile for Chlorine Dioxide and Chlorite //   Agency for Toxic Substances and Disease Registry, US HHS, 2004.  Архивиран от оригинала на 2019-06-14.